# Microplitis plutellae
Microplitis plutellae är en stekelart som beskrevs av Muesebeck 1922. Microplitis plutellae ingår i släktet Microplitis och familjen bracksteklar. Inga underarter finns listade i Catalogue of Life.